# Беседовский сельский совет
Беседовский сельский совет (укр. Бесідівська сільська рада) — входит в состав
Приазовского района
Запорожской области
Украины.
Административный центр сельского совета находится в селе Анно-Опанлинка.

## История
Образован в 1991 году с центром в селе Беседовка.
23 февраля 2012 года решением Запорожской областной рады центр Беседовского сельского совета был перенесён из Беседовки в Анно-Опанлинку. Название сельского совета при этом не изменилось.

## Населённые пункты совета
- Село Анно-Опанлинка
- Село Беседовка